# (8788) Labeyrie
(8788) Labeyrie est un astéroïde de la ceinture principale découvert par K. Tomita le 1er novembre 1978. Sa dénomination provisoire était 1978 VP2.
Il a été baptisé en hommage à l'astronome français Antoine Labeyrie.